# Horbach (près Simmertal)
Pour les articles homonymes, voir Horbach.
Horbach est une municipalité allemande située dans le land de Rhénanie-Palatinat et l'arrondissement de Bad Kreuznach.